# Platambus princeps
Platambus princeps är en skalbaggsart som först beskrevs av Régimbart 1888.  Platambus princeps ingår i släktet Platambus och familjen dykare. Inga underarter finns listade i Catalogue of Life.